# هجوم السفارة المصرية في باكستان
هجوم السفارة المصرية في باكستان هو هجوم نفذته حركة الجهاد الإسلامي المصرية في 19 نوفمبر 1995 على السفارة المصرية في إسلام آباد بالبنجاب بباكستان. جاء الهجوم حسب بيان الحركة انتقامًا من الموظفين الدبلوماسيين الذين اتهموا بجمع معلومات استخبارية عن فصائل الجهاد داخل باكستان. كان هذا الهجوم الأكثر دموية ضد الحكومة المصرية.

## الهجوم
خطط أيمن الظواهري للهجوم في عام 1994، ادعى أعضاء مثل أبو حفص أنها كانت رداً على تسليم باكستان العديد من أعضاء الجهاد لمواجهة السجن والتعذيب والاعتداء الجنسي في مصر. قال الظواهري فيما بعد أن المجموعة أرادت استهداف السفارة الأمريكية لكنها كانت شديدة التحصين.
اقترب رجلان من السفارة في حوالي الساعة 9:30 صباحًا، وقتلا القوات الأمنية بالبنادق والقنابل، وقاد أحدهما سيارة أجرة محملة بقنبلة سعة 250 رطل ثم هرع إلى المجمع، فجر السائق البوابات. وبعد ذلك بثلاث دقائق انفجرت سيارة جيب تحمل قنبلة ثانية أكبر، وانهار جانب المبنى. كما تضررت السفارتان اليابانية والإندونيسية وكذلك البنك القريب.
قُتل كل من المفجرين، والسكرتير الثاني للسفارة، وثلاثة من حراس الأمن المصريين و12 آخرين من بينهم حراس الأمن الباكستانيون والمدنيون وما يصل إلى أربعة دبلوماسيين آخرين، وجُرح ما يقرب من ستين شخصًا. وتوفي شخصًا آخر في المستشفى في اليوم التالي.